# Becquerel (månkrater)
För andra betydelser, se Becquerel (olika betydelser).
Becquerel är en nedslagskrater på månens baksida. Becquerel har fått sitt namn efter den franske fysikern Henri Becquerel.
Kratern har en diameter på ungefär 62 km.

## Satellitkratrar
| Becquerel | Latitud | Longitud | Diameter |
| --------- | ------- | -------- | -------- |
| E         | 41.0° N | 131.5° Ö | 32 km    |
| F         | 40.9° N | 132.9° Ö | 21 km    |
| W         | 42.2° N | 126.9° Ö | 27 km    |
| X         | 42.2° N | 128.1° Ö | 34 km    |